# Pelo malo
Pelo malo es una película dramática, coproducción de Venezuela, Argentina, Alemania y Perú estrenada comercialmente en 2014, escrita y dirigida por Mariana Rondón. Se proyectó en la sección de cine del mundo contemporáneo en el Toronto International Film Festival 2013. Resultó ganadora del premio Concha de Oro de la LXI edición del Festival de Cine de San Sebastián en España.
La película ha sido elogiada por los críticos por las actuaciones de Samantha Castillo y el niño Samuel Lange Zambrano. Trata muchos temas que van desde la adolescencia y las tensiones entre padres e hijos hasta la identidad de género y la sexualidad. Su ambientación en la sociedad venezolana también contribuye a muchos de los temas de la película.

## Sinopsis
Junior (Samuel Lange Zambrano), un niño de nueve años con el "pelo malo". Para la foto de la escuela, él se lo quiere alisar, lo que le ocasiona un conflicto con Marta (Samantha Castillo), su madre, una viuda de 30 años. 
La abuela paterna de Junior, le propone a su Marta quedarse con el niño definitivamente. Le da igual que sea afeminado, simplemente quiere que él la cuide durante su vejez. Marta no cede y comienza la reeducación de Junior, quién quiere vivir con su madre y que ella lo acepte tal y como es.

## Elenco
| Actor                 | Personaje | Notas |
| --------------------- | --------- | --- |
| Samantha Castillo     | Marta     | Madre de Junior y su hijo pequeño. Desea buscar un trabajo seguro y le preocupa el comportamiento de Junior.                                                                        |
| Samuel Lange Zambrano | Junior    | Quiere sacarse una foto con un disfraz de cantante y con el pelo lizo. Además, aprende canciones que le enseña su abuela.                                                           |
| Beto Benites          | El Jefe   | Ex empleador de Marta. Está dispuesto a devolverle el puesto si ambos pasan una noche juntos.                                                                                       |
| Nelly Ramos           | Carmen    | Abuela de Junior. Desea quedarse con este y acepta su comportamiento afemiado, considera que así no se meterá en problemas y tampoco morirá como su difunto hijo (padre de Junior). |
| María Emilia Sulbarán | La Niña   | Vecina y amiga de Junior. |
| Julio Mendez          | Mario     | Vendedor del puesto callejero al que Junior frecuenta. |
| Martha Estrada        | Vecina    | Cuida a Junior y a su hermano mientras Marta busca empleo. |

## Premios y nominaciones
Premios Platino
| Año  | Categoría                     | Nominado                      | Resultado |
| ---- | ----------------------------- | ----------------------------- | --------- |
| 2015 | Mejor Película Iberoamericana | Mejor Película Iberoamericana | Nominado  |
| 2015 | Mejor Director                | Mariana Rondón                | Nominada  |
| 2015 | Mejor Actriz                  | Samantha Castillo             | Nominada  |
| 2015 | Mejor Guion                   | Mariana Rondón                | Nominada  |
| 2015 | Mejor Dirección Artística     | Matías Tikas                  | Nominado  |
| 2015 | Mejor Fotografía              | Micaela Cajahuaringa          | Nominada  |
| 2015 | Mejor Sonido                  | Lena Esquenazi John Figueroa  | Nominado  |
| 2015 | Mejor Montaje                 | Marité Ugas                   | Nominado  |

Premios Fénix
| Año  | Categoría                     | Receptor                      | Resultado |
| ---- | ----------------------------- | ----------------------------- | --------- |
| 2014 | Mejor Largometraje de Ficción | Mejor Largometraje de Ficción | Nominado  |
| 2014 | Mejor Director                | Mariana Rondón                | Nominada  |
| 2014 | Mejor Actriz                  | Samantha Castillo             | Nominada  |
| 2014 | Mejor Guion                   | Mariana Rondón                | Nominada  |
| 2014 | Mejor Música                  | Camilo Froideval              | Nominado  |

Premios Ariel
| Año  | Categoría                     | Receptor       | Reasultado |
| ---- | ----------------------------- | -------------- | ---------- |
| 2014 | Mejor película Iberoamericana | Mariana Rondón | Nominada   |

Festival Internacional de Cine de Mar del Plata
| Año  | Categoría       | Receptor       | Resultado |
| ---- | --------------- | -------------- | --------- |
| 2013 | Mejor película  | Mejor película | Nominado  |
| 2013 | Mejor Dirección | Mariana Rondón | Ganadora  |
| 2013 | Mejor Guion     | Mariana Rondón | Ganadora  |

Festival Internacional de Cine de San Sebastián
| Año  | Categoría     | Receptor       | Resultado |
| ---- | ------------- | -------------- | --------- |
| 2013 | Concha de Oro | Mariana Rondón | Ganadora  |